# 인버터
파워 인버터 또는 인버터(영어: power inverter 또는 inverter)는 직류(DC) 성분을 교류(AC) 성분으로 바꾸기 위한 전기변환장치를 호칭한다. 적절한 변환 방법이나 스위칭 소자, 제어 회로를 통해 원하는 전압과 주파수 출력값을 얻는다.
(ex _ 주파수 범위: 50hz / 60hz | 전압범위: 100Vac, 110Vac, 115Vac, 120Vac, 200Vac, 220Vac, 230Vac, 240Vac)

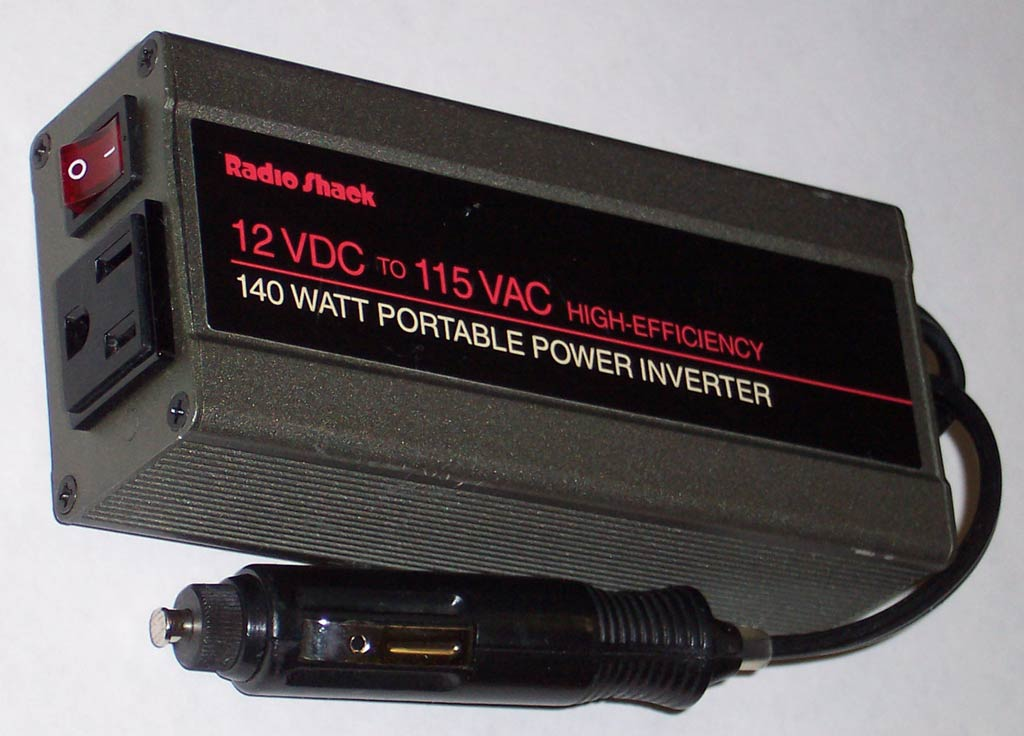
자동차에 들어간 직류 12볼트를 교류 115V로 변환하는 인버터 장치. 1.2A의 교류 전원을 공급할 수 있는 장치이다.

인버터는 특정 전원 소스(전압원, 전류원, 주파수, 크기, 방향)를 다른 성분의 전원으로 사용하기 위해 사용하는 전력 변환기 중 출력이 AC Source 형식의 변환기를 총칭하는 단어이다. 주요 인버터의 종류는 다음과 같이 참고할 수 있다.
출처: 인버터뱅크(www.inverterbank.com)

## 전력용 인버터

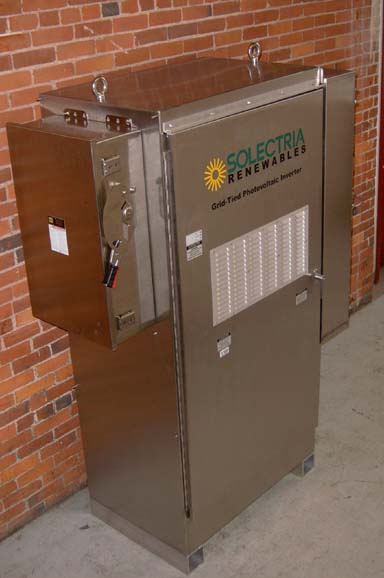
Solectria Renewables 사의 전력용 인버터. 계통연계가 가능하다.

일반적으로 사용하는 DC-AC 전력변환의 인버터. 주파수 및 전압이 고정되어 있거나 변경 가능하더라도 운전중 조작이 불가능한 것이 특징. 출력파형과 드라이브 방식에 따라 4가지 종류로 나뉜다.

## 전동기 제어 인버터

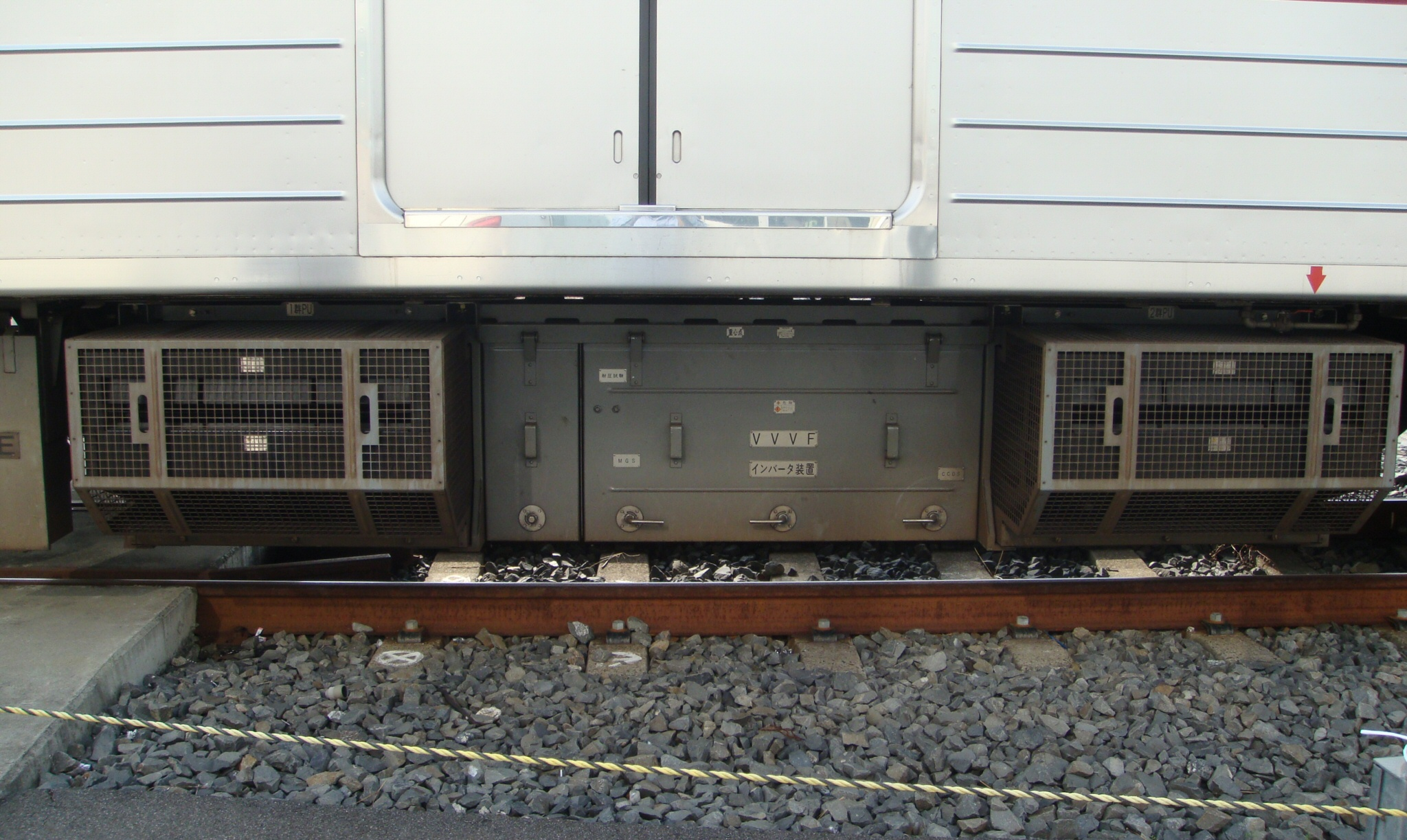
Tobu 열차에 사용되는 VVVF 형 주 동력 인버터. IGBT를 쓴다.

전동기 제어에 사용되는 인버터. 동기전동기와 유도전동기에서 사용하는 인버터 방식은 확연히 다르다. 입력전압은 대체로 사용하는 영역에 따라 다른데, RC에서 사용하는 인버터(전자변속기 라고도 부른다.)는 3.7~48v 사이의 저압에서 작동하나, KTX-산천과 같은 농형 유도전동기용 인버터의 경우 1200Vrms 의 전원을 정류하여 사용한다. 사용되는 소자에 따라 다르지만, 대부분이 VVVF 동작을 한다. 드라이브 주파수는 규모가 커질수록 작아지는 경향이 큰데, 이는 FET 나 IGBT의 게이트 제어 시 대형 기기일수록 게이트충전전하량이 커져 고주파 스위칭을 할 수 없기 때문이다. Castle 사 RC용 인버터의 케리어가 8~16Khz 인 반면 현대로템의 인버터의 케리어가 4Khz 로 동작하는 것이 이러한 이유이다.

## 조명용 인버터

필립스 사의 무전극 램프 제품의 도형. 하얀색 박스가 인버터이다.

CCFL, EEFL, EL, HFL 등 여러 조명장비에 고전압 고주파수의 교류전원을 인가하는 인버터들. 특히 FL(형광램프) 형식의 조명에 많이 사용된다. 최근의 무전극 램프도 마그네트론을 구동하기 위한 Mhz 급 인버터가 쓰인다.

## 같이 보기
- 정류기